# Ноширо (лек крайцер, 1942)
Ноширо (на японски: 能代) е лек крайцер на Императорските ВМС на Япония от времето на Втората световна война, кораб от проекта крайцери „Агано“.

## Описание на проекта
Ноширо е вторият от четирите леки крайцера на типа Агано, също, както и другите кораби на своя тип, е предназначен да бъде флагман на съединенията разрушители.

## История на службата

### Начало на службата
Ноширо е спуснат на вода от корабостроителницата на флота в Йокосука на 19 юли 1942 г. и влиза в строй по-малко от година след това на 30 юни 1943 г. Първоначално е приписан към японския 1-ви флот, на 15 август 1943 г. Ноширо е предаден на 2-ри флот на вицеадмирал Такео Курита, като флагман на 2-ра ескадра разрушители, в замяна на Джинзу, който месец по-рано потъва в боя при Коломбангара.

### Сражения при островите Гилбърт и Соломоновите острови
На 18 септември 1943 г. в отговор на авионападенията над Тарава от самолетоносачите на ВМС на САЩ Лексингтън (USS Lexington (CV-16)), Принстън (USS Princeton (CVL-23)) и Белю Ууд (USS Belleau Wood (CVL-24)) Обединеният флот изпраща към Ениветок голямо съединение, но флота на врага не е открит, и корабите се връщат на Трук в архипелага на Каролинските острови.
Аналогично на 17 – 26 октомври 1943 г. Обединеният флот не успява да влезе в бой с американското съединение TF 15, което бомбардира атола Уейк.
На 1 ноември 1943 г. САЩ започват Операцията Шуестринг с цел отвоюването на остров Бугенвил в архипелага на Соломоновите острови. На следващия ден след сражението в залива Императрица Августа (2 ноември 1943 г.) Ноширо се насочва от Трук с крайцерите на 4-ти дивизион Атаго, Такао и Мая, 7-ми дивизион Судзуя и Могами, 8-и дивизион Чикума и четири разрушителя, и пристига в Рабаул на 5 ноември 1943 г. По време на зареждане в залива Симпсън от танкера Кокуйо Мару крайцерите са атакувани от 97 самолета на американските самолетоносачи Саратога (USS Saratoga (CV-3)) и Принстън. Ноширо получава попадение от торпедо Mark 13.
От 12 ноември 1943 г. Ноширо оказва помощ на кораба от същия тип, Агано, след като последния е торпилиран от подводницата Скемп (USS Scamp (SS-277)), и го води на буксир към Трук.
На 20 ноември 1943 г. американците в хода на „Операция Галваник“ за освобождението на островите Гилбърт десантират на Тарава. Флота на нахлуването от 200 кораба включва 13 линкора и 11 самолетоносача. Ноширо е изпратен от Трук за тяхното прихващане в съединението с крайцерите Судзуя, Кумано, Чокай, Ойодо и няколко разрушителя. Японското съединение е атакувано на 1 януари 1944 г. от самолетите на самолетоносачите Бънкър Хил (USS Bunker Hill (CV-17)) и Монтерей (USS Monterey (CVL-26)). Една от кулите на Ноширо излиза от строя по време на атаката, десет члена на екипажа са убити.
На 19 януари 1944 г. Ноширо е изпратен от Трук на помощ на самолетоносача Ун йо след като последния е торпилиран от подводницата Хедок (USS Haddock (SS-231)), за да го буксира до Сайпан. Ноширо продължава своя път до Йокосука, където влиза за ремонт в сух док, който завършва на 1 февруари 1944 г. По време на ремонта на крайцера са поставени шест трицевни и осем единични 25 mm зенитни оръдия. Така броя стволове 25 mm зенитни оръдия на Ноширо се увеличава до 32 (8x3 8x1).　

### Сражения за Филипините
Модернизацията завършва на 28 март 1944 г., и Ноширо е изпратен към Давао и островите Линга на 5 април 1944 г. с крайцерите на 4-ти дивизион Атаго, Такао и Чокай, 5-ти дивизион Миоко и Хагуро и разрушителя Харусаме.
Съединението крайцери е атакувано подводницата Дейс, на която всичките шест носови торпеда пропускат целта, а след това е засечено от подводницата Дартер, която не успява да излезе на необходимия ъгъл за атака. След това крайцерите са засечени от подводниците в залива на Давао, на 7 април 1944 г., Скемп, която също не успява да атакува и Гунард, на 18 май 1944 г., която дава залп с шестте носови торпеда, но безуспешно.
Ноширо участва в „Операция А-хо“ – сражението във Филипинско море, на 19 юни 1944 г., където е флагман на контраадмирал Микио Хаякава.
От края на юни-началото на юли 1944 г. Ноширо отново е в сух док за модернизация в Куре. Поставени са още две трицевни 25 mm зенитки, като броят им достига 48 (10x3, 18x1). Поставени са радарите тип 13 за въздушни цели и тип 22 за надводни.
На 8 юли 1944 г. Ноширо отплава от Куре с разрушители, превозващи войници и снабдяване за Сингапур, и остава там три месеца, в които се води обучение на персонала.
На 18 октомври 1944 г. Ноширо получава заповед да се насочи за Бруней, в това време се подготвя сражението в залива Лейте, което започва на 22 октомври 1944 г. Ноширо, като флагман на 2-ра ескадра разрушители, се присъединява към Първо Мобилно Настъпателно Съединение на адмирал Такео Курита, съединение „A“ (централна група). В сражението в морето Сибуян, на 24 октомври 1944 г., Съединение A е атакувано 11 пъти от над 250 самолета на американското съединение TF 38 от самолетоносачите Есекс (USS Essex (CV-9)), Лексингтън (USS Lexington (CV-16)), Интерпид (USS Intrepid (CV-11)), Кабот (USS Cabot (CVL-28)), Франклин (USS Franklin (CV-13)) и Ентърпрайз (USS Enterprise (CV-6)). Независимо от това, че Ямато, Нагато, Харуна, Мьоко и Тоне получават повреди, Ноширо остава невредим.
На следващия ден, в сражението при остров Самар, Ноширо поразява ескортния самолетоносач Уайт Плейнс (USS White Plains (CVE-66)) с няколко 6-дюймови снаряда, но на свой ред получава попадение от 5-дюймов снаряд на американски разрушител.
На 26 октомври 1944 г. на запад от Панай ескадрата на Курита е атакувана от 80 торпедоносеца TBM-1C Avenger на самолетоносачите Уосп (USS Wasp (CV-18)) и Каупенс (USS Cowpens (CVL-25)). Една бомба се взривява в погреба за зенитните снаряди на Ноширо, започналият пожар е потушен бързо.
При втората атака още шест Avenger атакуват Ноширо, но той се отклонява от техните торпеда, но при третата вълна Avenger хвърля торпедо Mark 13, което се взривява в района на машинно отделение No. 3. То е наводнено мигновено, а след това е наводнено и машинно отделение No. 1. Нахлуващата вода гаси всички котли на Ноширо, и той спира, накренен на 16 градуса по левия борд.
Докато тече спешния ремонт, Ноширо остава без да се движи, разрушителят Хаманами взема контраадмирал Хаякава, който впоследствие преминава на Ямато. В 10:14 по време на четвъртата атака на 28 TBM и пикировчици SB2C-3 Helldiver от самолетоносача Хорнет (USS Hornet (CV-12)) още едно торпедо, попада в десния борд на Ноширо и се взривява в района на кула No. 2. Зенитчиците на Ноширо по-късно заявяват за шест свалени самолета. Капитанът Кадживара заповядва да се наводнят предните отсеци, в опит да се изравни кораба. След пет минути, когато предната палуба достига нивото на водата, а корабът продължава да се потапя, Кадживара заповядва да се напусне кораба. В 11:13 Ноширо потъва в точката с координати 11°42′ с. ш. 121°41′ и. д. / 11.7° с. ш. 121.683333° и. д. южно от Миндоро.
Разрушителите Акишимо и Хаманами спасяват капитан Кадживара и 328 моряка.
Ноширо е изключен от списъците на флота на 20 декември 1944 г.

## Командири на кораба
- 1.5.1943 – 15.12.1943 капитан 1-ви ранг (тайса) Йошиоки Тавара (на японски: 田原吉興);
- 15.12.1943 – 26.10.1944 капитан 1-ви ранг (тайса) Суейоши Кадживара (на японски: 梶原季義);

## Коментари
1. ↑  Всички данни са към момента на влизане в строй.